# Pseudaulacaspis forsythiae
Pseudaulacaspis forsythiae är en insektsart som först beskrevs av Hiroshi Kanda 1941.  Pseudaulacaspis forsythiae ingår i släktet Pseudaulacaspis och familjen pansarsköldlöss. Inga underarter finns listade i Catalogue of Life.